# マルホ
マルホ株式会社（Maruho Co.,Ltd.）は、大阪府大阪市北区に本社を置く、医療用医薬品等の研究・開発・製造・販売・輸出入を行い、皮膚科と外用薬に特化する製薬会社である。

## 会社沿革
1915年（大正4年）にマルホ商店として創業、戦時中の企業整備令により和協製薬に統合されたのを機に1944年2月に解散したのを経て、1949年10月にマルホ商店を設立し、事業を再開した。1965年10月に現社名に改称。

## 会社概要
関西を地盤とする製薬会社の中の一社。皮膚科、整形外科を守備範囲に置くスペシャリティファーマとしてその名を知られる。
疾患用から保湿用のスキンケア製品まで、扱う医薬品の種類は多岐にわたり、我々が普段一般の薬店で手に入れることが出来る医薬品でも、同社が開発した薬品が成分として加わっているものも多く存在する。
コーポレート・キャッチである「皮膚科学関連医薬品のブティック・カンパニー」とあるように、皮膚関連専門薬のみで経営を進行させて来た製薬会社として、またMR活動に力を入れている企業でもある。

## 主要製品
- ベピオゲル2.5%
- ヒルドイド（ヘパリン類似物質0.3%）
  - ヒルドイドソフト軟膏
  - ヒルドイドクリーム
  - ヒルドイドローション
  - ヒルドイドフォーム
- 強力ポステリザン（軟膏）
- オキサロール軟膏
- ファムビル錠（ファムシクロビル、帯状疱疹治療薬）抗ウイルス薬
- プロトピック軟膏（タクロリムス軟膏、アトピー性皮膚炎治療薬）元々はアステラス製薬（旧藤沢薬品工業）が開発・販売していたが、その後はコプロモーションという形で共同販売、やがてアステラスが経営資源の選択を行なったことにより、日本での販売及び調査を単独で担当。
- ホクナリンテープ（ツロブテロール、製造はアボットジャパン）
- ファロム錠（ファロペネム、抗菌薬）
- ボアラ軟膏、クリーム
- エキザルベ
- ストロメクトール錠（イベルメクチン、疥癬/糞線虫駆虫薬）
- ネドリール錠125mg
- 2e（ドゥーエ）シリーズ（敏感肌用化粧品、製造は資生堂）
- ペンレステープ18mg（リドカイン,貼付用局所麻酔剤）
- アスタットクリーム1%、外用液1%、軟膏1%（外用抗真菌剤） 主成分であるラノコナゾールは日本農薬が創薬した成分だが、本品は自社製造である。一般用は第一三共ヘルスケアのウィンダム[3]
- カサールクリーム3%（抗ウイルス剤、製造は資生堂）
- アクトシン軟膏3%（皮膚潰瘍治療剤）

## 事業所
- 支店：札幌、仙台、関東、東京、横浜、名古屋、関西、広島、福岡
- 工場：彦根、長浜
- 研究所：京都

## 関連会社
- 立山製薬工場（完全子会社）[4]

## 提供番組

### 現在
- 整形外科セミナー（ラジオNIKKEI第1放送、毎週水曜日21:00-21:15）
- 皮膚科セミナー（ラジオNIKKEI第1放送、毎週木曜日21:00-21:15）

### 過去
- テレポート6（北海道放送、1980年代、土曜日に提供）

## CM
テレビCMは現在放送されていないが、過去には「医薬のマルホ」と宣伝する企業CMが放送されていた。